# Fabbrico
Fabbrico là một đô thị ở tỉnh Reggio Emilia trong vùng Emilia-Romagna, có vị trí cách khoảng 60 km về phía tây bắc của Bologna và khoảng 25 km về phía đông bắc của Reggio Emilia. Tại thời điểm 31 tháng 12 năm 2004, đô thị này có dân số 6.049 và diện tích 23,0 km².
Đô thị Fabbrico có các frazioni (các đơn vị cấp dưới, chủ yếu là các làng) Ponte Bisciolino, Rifugio, Quattro Formagge, Righetta, San Genesio.
Fabbrico giáp các đô thị: Campagnola Emilia, Carpi, Reggiolo, Rio Saliceto, Rolo.